# 临川音系
《临川音系》是语言学家罗常培编写的一部研究抚州赣语的专著，亦爲開山之作。1940年作爲历史语言研究所「單刊甲種之十七」，由商務印書館出版，1947年再版。又于1958年由科學出版社重新修订出版。全书17.5万字，是第一部使用现代描写语言学的理论和方法系统地研究现代赣语的专著。
1933年夏天，羅常培在青島初見游國恩，請教「貴處」時，就因游氏口中「臨川」發音的三個特點（保留閉口韻/-m/、來母字在/i/元音前從[l]變爲[t]、穿母三等字從舌面塞擦音聲/tɕʰ/變爲舌尖塞聲/tʰ/）引起興趣。當年7月，羅常培在青島記錄了游國恩的讀音。1934年11月，在北平記錄黃森梁的讀音。1934年9月，罗常培在北京专门找来几个临川籍在读大学生进行方言调查研究。1936年4月中旬罗常培到南京，承蒙赵元任先生送给他一份“临川音档”的副片，然后综合整理出具有完整体系的资料，取名《临川音系》。